# Takuya Yasui
Takuya Yasui (jap. 安井 拓也, Yasui Takuya; * 21. November 1998 in Inami, Präfektur Hyōgo) ist ein japanischer Fußballspieler. 

## Karriere
Takuya Yasui erlernte das Fußballspielen in der Jugendmannschaft Parceiro Inami SC und von Vissel Kōbe. Der Verein aus Kōbe spielte in der höchsten Liga des Landes, der J1 League. Hier unterschrieb er 2017 auch seinen ersten Profivertrag. 2019 gewann er mit dem Club den Kaiserpokal. Im Endspiel siegte man gegen die Kashima Antlers mit 2:0. Anfang 2020 gewann er mit Vissel den Supercup. Gegen den japanischen Meister von 2019, den Yokohama F. Marinos, gewann man im Elfmeterschießen mit 6:5. Nach 39 Erstligaspielen wechselte er im Juli 2021 zum Zweitligisten FC Machida Zelvia. Am Ende der Saison 2023 feierte er mit Machida die Zweitligameisterschaft sowie den Aufstieg in die erste Liga. Nach insgesamt 77 Ligaspielen wechselte er im Januar 2025 zum Zweitligisten JEF United Ichihara Chiba.

## Erfolge
Vissel Kōbe
- Japanischer Pokalsieger: 2019
- Japanischer Supercup-Sieger: 2020

FC Machida Zelvia
- Japanischer Zweitligameister: 2023  ▲